# Jang Ok-jeong, sarang-e salda
Jang Ok-jeong, sarang-e salda (장옥정, 사랑에 살다?, lett. Jang Ok-jeong, vivendo per amore; titolo internazionale Jang Ok-jung, Living By Love) è un drama coreano trasmesso su SBS dall'8 aprile al 25 giugno 2013. Narra la storia di Jang hui-bin (vero nome Jang Ok-jeong), concubina di Joseon nota per la sete di potere e la spietatezza che la portarono alla condanna a morte, rivista però ispirandosi al romanzo chick lit scritto da Choi Jung-mi nel 2008, nel quale a Ok-jeong viene attribuito un interesse per la moda e la creazione di cosmetici.

## Personaggi
- Jang Ok-jeong, poi concubina Jang hui-bin, interpretata da Kim Tae-hee e Kang Min-ah (da giovane)
- Yi Sun, in seguito re Sukjong, interpretato da Yoo Ah-in e Chae Sang-woo (da giovane)
- Min In-hyeon, in seguito regina Inhyeon, interpretata da Hong Soo-hyun
- Hyun Chi-soo, interpretato da Jae Hee e Baek Seung-hwan (da giovane)
- Yi Hang, principe Dongpyeong, interpretato da Lee Sang-yeob e Kwak Dong-yeon (da giovane)
- Choe musuri, in seguito Choe sug-won, interpretata da Han Seung-yeon

### Personaggi secondari
- Jang Hyun, interpretato da Sung Dong-il
Zio di Ok-jeong.
- Min Yoo-joong, interpretato da Lee Hyo-jung
Padre di In-hyeon.
- Signora Yoon, interpretata da Kim Seo-ra
Madre di Ok-jeong.
- Jang Hee-jae, interpretato da Go Young-bin e Lee Ji-oh (da giovane)
Fratello maggiore di Ok-jeong.
- Re Hyeonjong, interpretato da Jeon In-taek
Padre di Yi Sun.
- Regina Myeongseong, interpretata da Kim Sun-kyung
Madre di Yi Sun.
- Regina Jangnyeol, interpretata da Lee Hyo-chun
Bisnonna di Yi Sun.
- Principessa Myeongan, interpretata da Ah Young
Sorella minore di Yi Sun.
- Kim Man-ki, interpretato da Lee Dong-shin
Padre di In-gyeong.
- Kim In-gyeong, in seguito regina Ingyeong, interpretata da Kim Ha-eun
Prima moglie di Yi Sun.
- Signora Kang, interpretata da Yoon Yoo-sun
Madre di Chi-soo.
- Dama di corte Cheon, interpretata da Jang Young-nam
- Ja-kyeong, interpretata da Ji Yoo e Kim Min-ha (da giovane)
- Jo Sa-seok, interpretato da Choe Sang-hoon
- Moglie di Jo Sa-seok, interpretata da Ra Mi-ran
- Principe Boksun, interpretato da Lee Hyung-chul
- Hyun-moo, interpretato da Bae Jin-seob
Guardia personale di Yi Sun.
- Eunuco Yang, interpretato da Lee Gun-joo
Consigliere personale di Yi Sun.
- Hyang-yi, interpretata da Kim Ga-eun e Song Soo-hyun (da giovane)
Aiutante di Ok-jeong alla sartoria.
- Seol-hyang, interpretata da Lee Hyo-rim
- Jung Hon-ja, interpretata da Kim Se-in
- Dama di corte Choe, interpretata da Kim Nan-joo
- Jang Hong-joo, interpretata da Min Ji-ah
Figlia di Jang Hyun.
- Sol-bi, interpretata da Yoo Sa-ra
- Yeon-hong, interpretata da Lee Ja-min
- Ui-kwan, interpretato da Kim Soon-tae
- Sciamana Oh-rye, interpretata da Lee Sa-rang
- Shi-young, interpretata da Ha Shi-eun
- Cameriera di palazzo, interpretata da Jang Young-joo
- Figliastra, interpretata da Choi Ye-ji

## Produzione
La serie fu scritta da Choi Jung-mi, che si basò sul proprio romanzo del 2008 Jang Hui-bin, sarang-e salda. Fu diretto da Boo Sung-chul, già noto per Nae yeojachin-guneun gumiho (2010) e Star-ui yeon-in (2009).
Il casting di Yoo Ah-in fu annunciato il 22 gennaio 2013. I produttori tennero in considerazione il fatto storico che Sukjong fosse più giovane di Jang Ok-jeong, infatti Yoo ha cinque anni meno di Kim Tae-hee. Yoo disse: "Non volevo perdere l'occasione di interpretare questo personaggio. Ci sono delle analogie tra lui e me, quindi sento un'affinità con il ruolo sebbene tutti abbiano cercato di dissuadermi dall'accettarlo".
Il cast e la produzione tennero la prima lettura del copione il 1º febbraio 2013.

## Ascolti
| Episodio | Data di trasmissione | Dati TNMS           | Dati TNMS                  | Dati AGB            | Dati AGB                   |
| Episodio | Data di trasmissione | A livello nazionale | Area metropolitana di Seul | A livello nazionale | Area metropolitana di Seul |
| -------- | -------------------- | ------------------- | -------------------------- | ------------------- | -------------------------- |
| 1        | 8 aprile 2013        | 11,3%               | 12,9%                      | 11,3%               | 12,8%                      |
| 2        | 9 aprile 2013        | 9,1%                | 10,6%                      | 9,1%                | 10,0%                      |
| 3        | 15 aprile 2013       | 8,6%                | 9,6%                       | 7,9%                | 8,6%                       |
| 4        | 16 aprile 2013       | 7,3%                | 8,7%                       | 7,0%                | 7,5%                       |
| 5        | 22 aprile 2013       | 7,7%                | 9,5%                       | 6,9%                | 8,2%                       |
| 6        | 23 aprile 2013       | 8,3%                | 9,7%                       | 7,5%                | 7,9%                       |
| 7        | 29 aprile 2013       | 8,2%                | 9,6%                       | 8,2%                | 8,7%                       |
| 8        | 30 aprile 2013       | 8,1%                | 9,7%                       | 7,8%                | 7,8%                       |
| 9        | 6 maggio 2013        | 9,1%                | 10,8%                      | 9,3%                | 9,7%                       |
| 10       | 7 maggio 2013        | 9,3%                | 11,2%                      | 8,0%                | 7,7%                       |
| 11       | 13 maggio 2013       | 9,6%                | 11,5%                      | 9,2%                | 9,3%                       |
| 12       | 14 maggio 2013       | 10,0%               | 11,7%                      | 9,2%                | 9,0%                       |
| 13       | 20 maggio 2013       | 9,7%                | 12,3%                      | 9,6%                | 9,4%                       |
| 14       | 21 maggio 2013       | 11,1%               | 13,5%                      | 9,2%                | 8,9%                       |
| 15       | 27 maggio 2013       | 11,6%               | 13,2%                      | 11,1%               | 10,8%                      |
| 16       | 28 maggio 2013       | 11,3%               | 13,0%                      | 10,5%               | 10,0%                      |
| 17       | 3 giugno 2013        | 12,2%               | 14,2%                      | 11,4%               | 11,2%                      |
| 18       | 4 giugno 2013        | 11,7%               | 14,1%                      | 11,3%               | 10,9%                      |
| 19       | 10 giugno 2013       | 10,7%               | 11,6%                      | 11,0%               | 10,5%                      |
| 20       | 11 giugno 2013       | 9,8%                | 11,5%                      | 10,0%               | 9,3%                       |
| 21       | 17 giugno 2013       | 9,5%                | 10,1%                      | 10,2%               | 9,9%                       |
| 22       | 18 giugno 2013       | 8,8%                | 10,0%                      | 9,9%                | 9,9%                       |
| 23       | 24 giugno 2013       | 9,5%                | 10,4%                      | 9,0%                | 8,2%                       |
| 24       | 25 giugno 2013       | 10,3%               | 12,3%                      | 10,3%               | 9,7%                       |
| Media    | Media                | 9,7%                | 11,3%                      | 9,4%                | 9,4%                       |

## Colonna sonora
1. Song of Sorrow (비가) – Yim Jae-beom
2. Will It Reach You? (닿을 수 있나요) – Lee Soo-young
3. Voiceless (벙어리) – Lee Jung
4. Living in Love (사랑에 살다) – Page
5. Even in My Dreams (꿈에서라도) – Zia
6. Season of Love (사랑의 계절) – Rumble Fish
7. Far Away (아스라이) – Shin Cho-ah
8. Riot (환국정쟁) – vari feat. Im Yoon-jung
9. Desperate Hope (바랄 망)
10. Confrontation of Fate (숙명의 대결)
11. Flower Tears (꽃의 눈물) – vari feat. Gu Sung-hee
12. Dance of Fireworks (불꽃의 춤)
13. Song That Calls Butterflies (나비를 부르는 노래) – vari feat. Im Yoon-jung
14. The Inaccessible Sky Collapses (닿을 수 없는 하늘이 무너지다)
15. Immortal Lover (불멸의 연인) – vari feat. Gu Sung-hee
16. Ambition (연심)
17. Axis of Power (권력의 축)
18. Lonely Choice (외로운 선택)
19. The Price of Sacrifice (희생의 대가) – vari feat. Im Yoon-jung
20. Flowers in the Sky (하늘에 핀 꽃)

## Riconoscimenti
| Anno | Premio           | Categoria                                      | Ricevente      | Risultato       |
| ---- | ---------------- | ---------------------------------------------- | -------------- | --------------- |
| 2013 | APAN Star Awards | Acting Award, Actress                          | Jang Young-nam | Candidato/a     |
| 2013 | APAN Star Awards | Best New Actor                                 | Lee Sang-yeob  | Candidato/a     |
| 2013 | SBS Drama Awards | Excellence Award, Actor in a Drama Special     | Yoo Ah-in      | Candidato/a     |
| 2013 | SBS Drama Awards | Excellence Award, Actor in a Drama Special     | Sung Dong-il   | Vincitore/trice |
| 2013 | SBS Drama Awards | Excellence Award, Actress in a Drama Special   | Kim Tae-hee    | Candidato/a     |
| 2013 | SBS Drama Awards | Special Acting Award, Actor in a Drama Special | Lee Hyo-jung   | Vincitore/trice |

## Distribuzioni internazionali
| Paese     | Canale/i                     | Prima TV                      | Titolo adottato                                  |
| --------- | ---------------------------- | ----------------------------- | ------------------------------------------------ |
| Hong Kong | Entertainment Channel        | 23 settembre-13 novembre 2013 | 君主的女人 ‧ 張玉貞 (La regina Jang Ok-jeong)    |
| Giappone  | BS Japan                     | 11 aprile 2014-?              | 張玉貞，為愛而生 (Jang Ok-jeong, nata per amare) |
| Malaysia  | Astro                        | 22 maggio-7 luglio 2014       | 張玉貞 (Jang Ok-jeong)                           |
| Taiwan    | Eastern Broadcasting Company | 13 gennaio-25 febbraio 2015   | 為愛而生張玉貞 (Jang Ok-jeong, nata per amare)   |